# Jordanowo (Świebodzin)
Jordanowo (deutsch Jordan) ist ein Dorf der Gemeinde Świebodzin im  Powiat Świebodziński der polnischen Wojewodschaft Lebus.

## Geographische Lage
Der Ortsteil liegt neun Kilometer nördlich der Stadt Schwiebus in Niederschlesien an der Europastraße 65.
In der Nähe von Jordanowo (Jordan) befindet sich der nach dem Ortsteil benannte Autobahnknoten zwischen der Autobahn A2 (Frankfurt (Oder)/Świecko – Warschau – Kukuryki (polnisch-belarussische Grenze)) und der Schnellstraße S3 (Świnoujście – Lubawka (polnisch-tschechische Grenze)).

## Geschichte

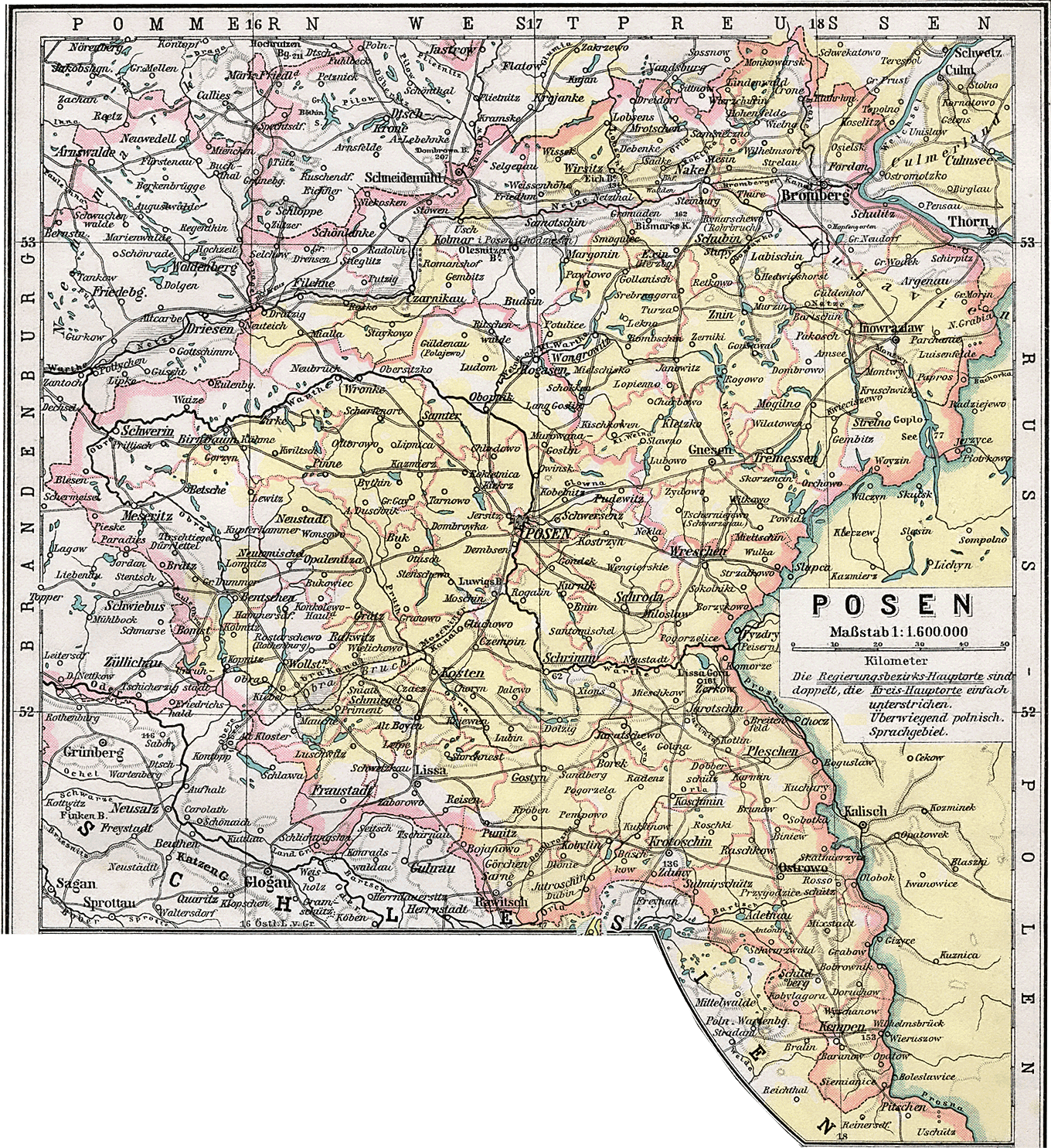
Jordan westlich der Stadt Posen und südlich der Stadt Meseritz auf einer Landkarte der Provinz Posen von 1905 (gelb markierte Flächen kennzeichnen Gebiete mit seinerzeit mehrheitlich polnischsprachiger Bevölkerung)

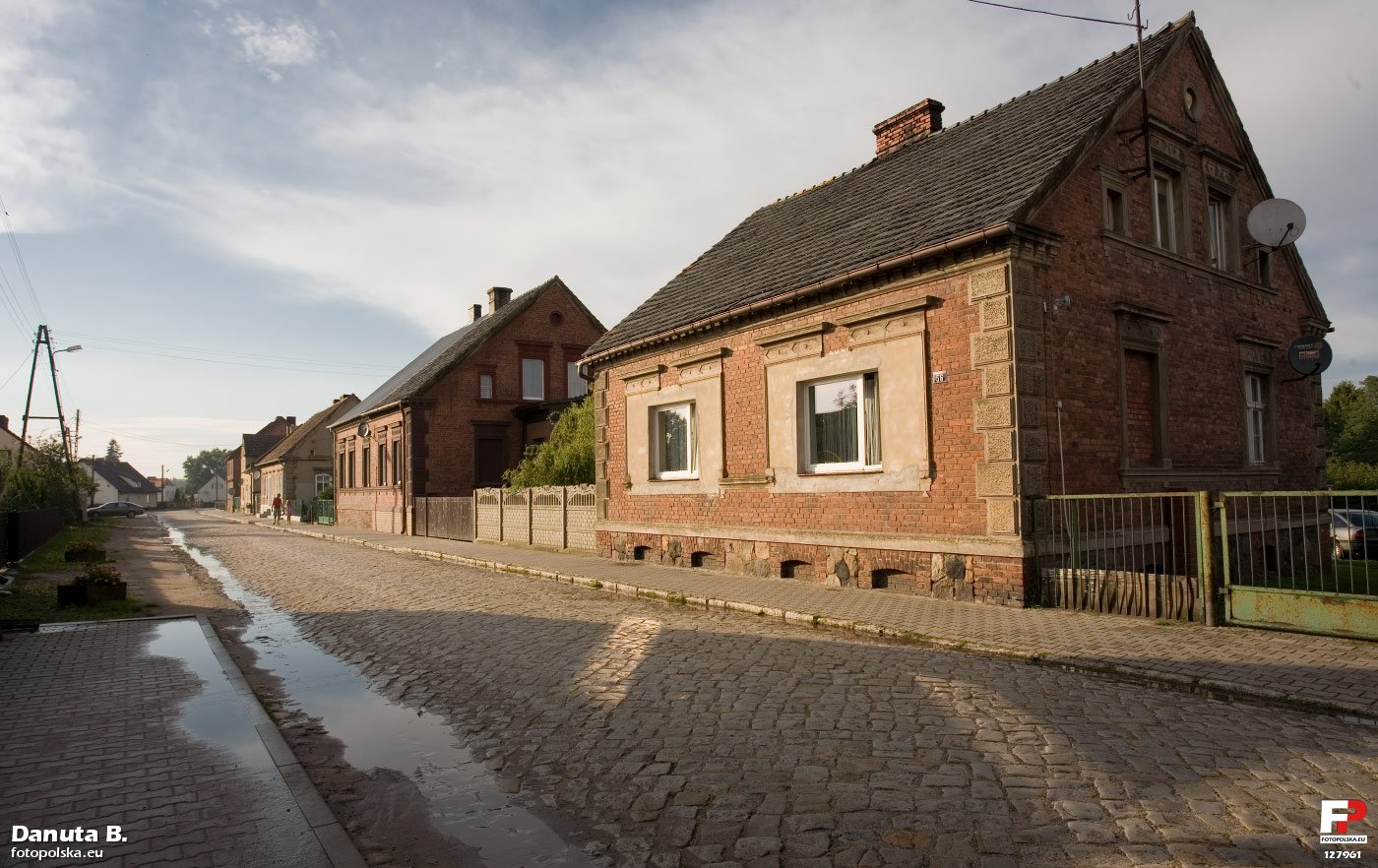
Dorfstraße in Jordan

Das Dorf Jordan, zu dem ein Vorwerk gehörte und das eine katholische Mutterkirche hatte, wurde im  19. Jahrhundert hauptsächlich von Arbeitern bewohnt, die in den Fabriken der Umgebung beschäftigt und aus entfernten Gegenden angeworben worden waren.
Jordan  befand sich einen Kilometer südlich des Klosters Paradies. Es war die einzige Ortschaft in der Neumark, in dem die Evangelischen zerstreut unter Katholiken lebten. Es gab hier eine katholische und eine evangelische Schule.
Von 1935 bis 1937 unterhielt die Bekennende Kirche hier ein illegales Predigerseminar unter der Leitung von Hans Joachim Iwand.
Von 1818 bis 1945 gehörte Jordan zum Landkreis Züllichau-Schwiebus im Regierungsbezirk Frankfurt der preußischen Provinz Brandenburg, seit 1871 im Deutschen Reich. Bis zur Auflösung der Provinz Posen 1920 aufgrund der Bestimmungen des Versailler Vertrags waren Dorf und Vorwerk Jordan vom Domänenamt Altenhof im Regierungsbezirk Posen aus verwaltet worden.
Gegen Ende des Zweiten Weltkriegs besetzte im Frühjahr 1945 die Rote Armee die Region. Kurze Zeit später wurde Jordan unter polnische Verwaltung gestellt. In der darauf folgenden Zeit wurden die Einwohner vertrieben und durch Polen ersetzt. Die deutsche Ortschaft Jordan wurde in Jordanowo umbenannt.

## Einwohnerzahlen
- 1840: 472[2]
- 1858: 659, darunter 455 Katholiken, 197 Evangelische und sechs Juden[1]
- 1933: 649[3]
- 1939: 630[3]